# Distrito de San Juan del Oro
El distrito peruano de San Juan del Oro es uno de los 10  distritos que conforman la Provincia de Sandia, ubicada en el Departamento de Puno, perteneciente a la Región Puno,  en el sudeste Perú.
Desde el punto de vista jerárquico de la Iglesia católica forma parte de la Prelatura  de Huancané en la Arquidiócesis de Arequipa.

## Demografía
La población estimada en el año 2000 es de 11 524 habitantes, siendo el más poblado de la provincia.

## Historia
Pedro de Candía, el griego, primer alcalde la ciudad del Cuzco, uno de los trece de la isla del Gallo que acompañaran a Francisco Pizarro; fue un acérrimo creyente de la idea del Paitití o, el país donde las casas eran de oro, los caminos asfaltados con oro, las estatuas de sus líderes esculpidas en oro, todo era de oro: el Dorado.
Buscando esta leyenda llegaría a enterarse de que al suroeste del Cusco existían unas minas que habrían sido la fuente de la mayor parte del oro para las piezas del Coricancha, o templo del sol en esa ciudad; esplendor muy familiar para ellos, a causa del cuarto lleno de oro por el rescate de Atahualpa acumulado en Cajamarca, poco después de la incursión española en suelos peruanos.
Se dispondría a buscar El Dorado, siguiendo el viejo camino de los Kallawayas, llegaría hasta las minas de Lak'aya, Corani, probablemente Ananea y alguno que otro centro aurífero inca en las primeras estribaciones selváticas del territorio que era conocido como Hatun Kallawaya: ninguno de esos centros auríferos correspondería a sus expectativas. Siguiendo su angurria, se encaminaría a buscar El Dorado adentrándose en la Selva hasta llegar a un lugar en el que, en efecto, encontraría generosas pepitas de oro, probablemente algún 24 de junio antes de 1540. Su hallazgo le haría fundar allí su villa San Juan del Oro.
A partir de 1542, se empezaron a recibir remesas cuyo origen eran las más antiguas minas de oro conocidas en el Perú, las de la región Carabaya o Kallawaya [en esos tiempos]; para proveer esos primeros embarques hacia España, a los antiguos centros auríferos incas arriba mencionados, que tienen aún vestigios de haber sido explotados intensamente por los españoles, se sumaría ya el oro que surtía el primer centro aurífero de fundación española en Hatun Kallawaya, región aurífera por excelencia, el de esta villa ubicada primigeniamente en alguna de las quebradas cercanas a la cuenca en que se halla actualmente el pueblo de San Juan del Oro.
Al promediar el 1550, la Villa de Candia desaparecería por causa aún no esclarecida, pudo haberse tratado de una incursión de los temibles silvícolas: genérica y despectivamente llamados Chunchos, como uno de los muchos que se reportaron en siglos posteriores en varios otros lugares de Carabaya toda, como causa de desaparición de centros poblados importantes; o, igualmente probable, habría podido ser un alud, que causara esa desaparición. Años después, no se conoce fecha exacta, honrando a la primera villa de San Juan del Oro de Candia, se fundaría un pueblecito que luego sería un hervidero de europeos de toda calaña; por gracia real obtendría el honor de un estandarte y el epíteto de Villa Real como "reconocimiento" a la singular riqueza de la región en que se hallaba.

## Turismo
- Cerro Botijani, situado al sur de la ciudad atravesando el río Tambopata.
- Cataratas de Botijani.
- Iglesia de Santa Rosa de Lima.[5]

## Autoridades

### Municipales
- 2019 - 2022[6]
  - Alcalde: Eduardo Iván Pilco Huanca, del Movimiento de Integración por el Desarrollo Regional (Mi Casita).
  - Regidores:

  1. Flavio Mamani Oviedo (Movimiento de Integración por el Desarrollo Regional (Mi Casita))
  2. Higidio Pacsi Condori (Movimiento de Integración por el Desarrollo Regional (Mi Casita))
  3. Eleuterio Juan Suxo Coarite (Movimiento de Integración por el Desarrollo Regional (Mi Casita))
  4. Ruth Quispe Peralta (Movimiento de Integración por el Desarrollo Regional (Mi Casita))
  5. Raúl Mamani Chipana (Alianza para el Progreso)